# Reprezentacja Chorwacji na Mistrzostwach Świata w Narciarstwie Klasycznym 2011
Reprezentacja Chorwacji na Mistrzostwach Świata w Narciarstwie Klasycznym 2011 liczy 4 sportowców.

## Medale

### Złote medale
Brak

### Srebrne medale
Brak

### Brązowe medale
Brak

## Wyniki

### Biegi narciarskie mężczyzn
Bieg na 15 km
- Edi Dadić - 62. miejsce
- Andrej Burić - odpadł w kwalifikacjach

Sprint
- Edi Dadić - odpadł w kwalifikacjach
- Andrej Burić - odpadł w kwalifikacjach

Bieg łączony na 30 km
- Andrej Burić - nie ukończył

### Biegi narciarskie kobiet
Sprint
- Vedrana Malec - odpadła w kwalifikacjach
- Nina Broznić - odpadła w kwalifikacjach

Bieg na 10 km
- Vedrana Malec - 59. miejsce
- Nina Broznić - 61. miejsce